# NGC 6824
NGC 6824 é uma galáxia espiral (Sab) localizada na direcção da constelação de Cygnus. Possui uma declinação de +56° 06' 32" e uma ascensão recta de 19 horas, 43 minutos e 40,5 segundos.
A galáxia NGC 6824 foi descoberta em 16 de Setembro de 1792 por William Herschel.